# Danijel Alerić
Danijel Alerić (Runovići, 13. siječnja 1936. – Zagreb, 22. veljače 2008.) bio je hrvatski jezikoslovac i književnik.

## Životopis
U Erdeviku i Runovićima pohađao je osnovnu školu, dok je gimnaziju pohađao u Imotskom i Splitu. Završio je ruski, kao i jugoslavenske jezike i književnosti na zagrebačkom Filozofskom fakultetu (FFZG). Od 1961. do 1969. radio je kao asistent na Institutu za lingvistiku FFZG. Potom je radio na Zavodu za jezik kao viši stručni suradnik.
Radove o hrvatskom književnom jeziku objavljivao je u publikacijama Jezik, Radovi Zavoda za slavensku filologiju, Slovo, Filologija i Onomastica Jugoslavica.